# Feieromd

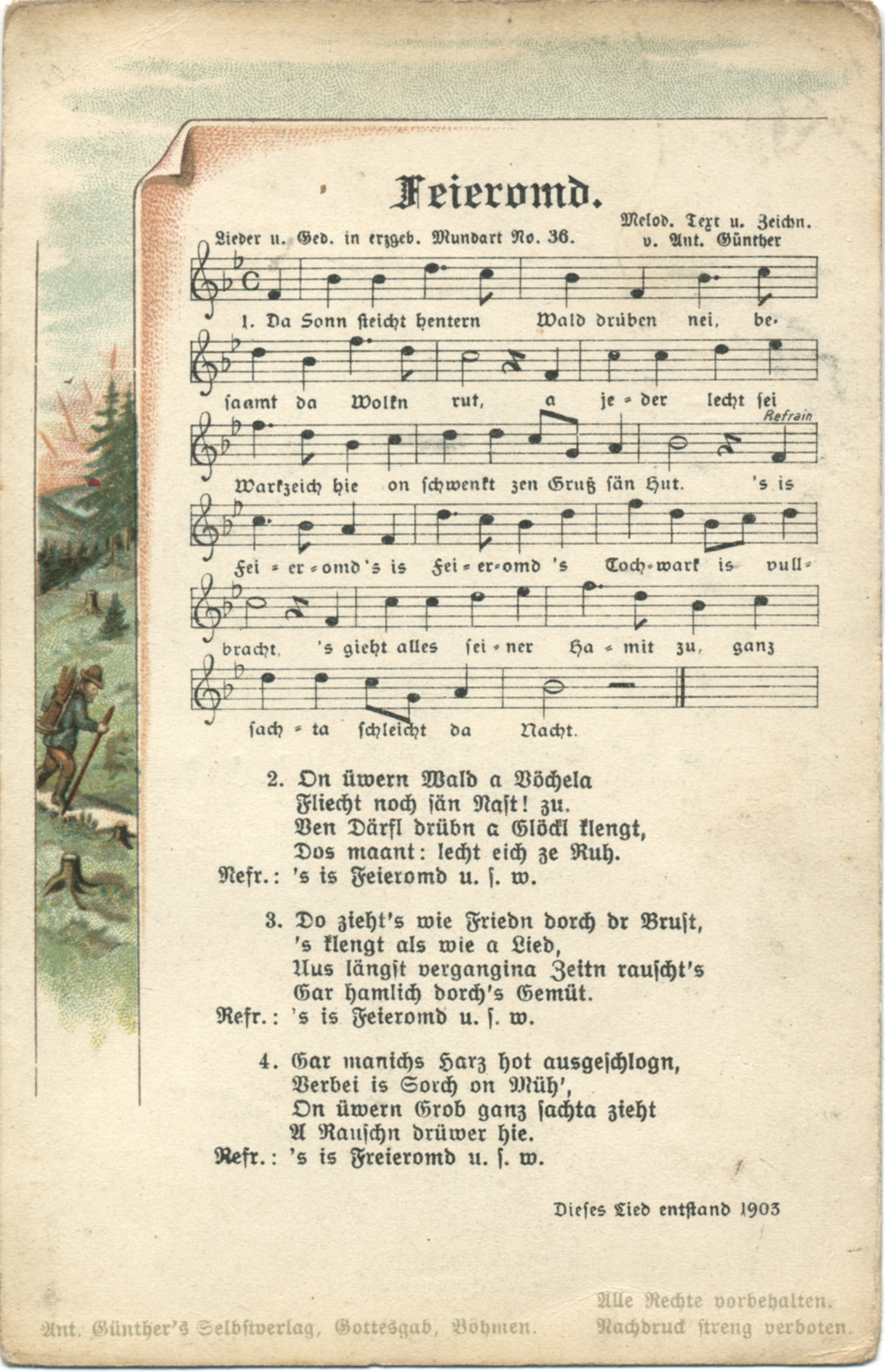
Feieromd, Liedpostkarte Nr. 36 (nach 1903)

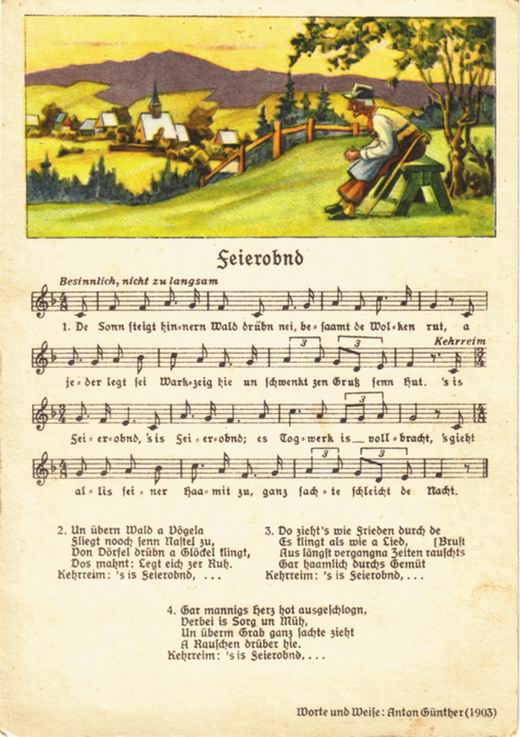
Feierobnd, Liedpostkarte (nach 1945)

Feieromd ist eines der bekanntesten Volkslieder des Erzgebirges. Es stammt aus der Feder des Volksdichters Anton Günther und entstand im Jahr 1903.
Der in erzgebirgischer Mundart verfasste Text ist in vielerlei Umschriften verbreitet. Der Autor Anton Günther selbst schrieb den Titel zunächst Feieromd, später Feierohmd, und glättete ihn für die Buchausgabe seiner Lieder letztlich zu Feierobnd.
Das Lied thematisiert den Feierabend. In den Strophen wird die Umgebung und das Befinden beschrieben. Es wird häufig auf Trauerfeiern im Erzgebirge gespielt. Oft wird in der letzten Strophe das Wort Grab durch Wald ersetzt.
Das Lied war der Namensgeber der Feierohmd-Schau in Schwarzenberg 1937/38.

## Text
Feieromd (erzgebirgisch)

1. Da Sonn steicht hentern Wald drüben nei,

   besaamt da Wolkn rut,

   a jeder lecht sei Warkzeich hie

   on schwenkt zen Gruß sän Hut.

[Refrain:] ’s is Feieromd ’s is Feieromd

   ’s Tochwark is vullbracht,

   ’s gieht alles seiner Hamit zu,

   ganz sachta schleicht da Nacht.

2. On üwern Wald a Vöchela

   Fliecht noch sän Nastl zu.

   Ven Därfl drübn a Glöckl klengt,

   Dos maant: lecht eich ze Ruh.

Refr.: ’s is Feieromd usw.

3. Do zieht’s wie Friedn dorch de Brust,

   ’s klengt als wie a Lied,

   Aus längst vergangina Zeitn rauscht’s

   Gar hamlich dorch’s Gemüt.

Refr.: ’s is Feieromd usw.

4. Gar manichs Harz hot ausgeschlogn,

   Verbei is Sorch on Müh’,

   On üwern Grob ganz sachta zieht

   A Rauschn drüwer hie.

Refr.: ’s is Feieromd usw.
Feierabend (standarddeutsch)

1. Die Sonne steigt hinterm Wald drüben nieder,

   besäumt die Wolken rot,

   ein Jeder legt sein Werkzeug hin

   und schwenkt zum Gruß seinen Hut.

[Refrain:] ’s ist Feierabend ’s ist Feierabend,

   das Tagwerk ist vollbracht,

   ’s geht alles seiner Heimat zu,

   ganz sachte schleicht die Nacht.

2. Und überm Wald ein Vögelein

   fliegt nach seinem Nestchen zu.

   Vom Dörfchen drüben ein Glöcklein klingt,

   das mahnt: legt euch zur Ruh.

Refr.: ’s ist Feierabend usw.

3. Da zieht’s wie Frieden durch die Brust,

   es klingt so wie ein Lied,

   aus längst vergangnen Zeiten rauscht’s

   gar heimlich durch’s Gemüt.

Refr.: ’s ist Feierabend usw.

4. Gar manches Herz hat ausgeschlagen,

   vorbei ist Sorg und Müh,

   und überm Grab ganz sachte zieht

   ein Rauschen drüber hin.

Refr.: ’s ist Feierabend usw.

## Melodie
Die Melodie ist im Folgenden in der ursprünglichen Fassung mit mehreren Taktwechseln wiedergegeben. In späteren Fassungen ist der Rhythmus oft zu einem durchlaufenden 4/4-Takt geglättet.

## Rezeption
In Erich Loests 1995 verfilmtem Buch Nikolaikirche wird die lokale Beliebtheit dieses Liedes neben der von Dar Vuglbärbaam und der Erzgebirgshymne von der Staatsmacht spöttisch auf „lokale Inzucht und Jodmangel“ zurückgeführt, die „dort oben massenhaft Kretins hervorgebracht“ hätten.
Die bayerische Musik- und Satiregruppe Biermösl Blosn hat das Lied in ihrem kapitalismuskritischen Lied Orgie im Banktresor verarbeitet.